# 벤저민 해리슨
벤저민 해리슨 6세(영어: Benjamin Harrison VI, 문화어: 벤쟈민 해리슨, 1833년 8월 20일~1901년 3월 13일)는 미국의 제23대 대통령이다.
독립선언서에 서명한 벤저민 해리슨 5세의 증손자이며, 제9대 윌리엄 헨리 해리슨 대통령의 손자이다. 대통령으로서 그는 보호 관세 정책과 내정 개혁 문제를 실시하였다.

## 어린 시절
윌리엄 헨리 해리슨의 손자인 벤저민 해리슨 6세는 오하이오주 노스 벤드에 있는 할아버지의 농장집에서 태어났다. 그의 이름은 증조 할아버지의 이름을 딴 것이다. 존 스콧 해리슨과 엘리자베스 어윈 해리슨의 10명의 자식 중에 둘째이며, 아버지 존은 농부이면서 2번이나 의회에서 근무하였다. 키가 작고 탄탄한 소년으로서 자신의 젊은 시절을 농장에서 보냈다.

### 교육
해리슨은 신시내티 외곽에 있는 파머스 칼리지에서 3년동안 수학하였다. 신입생으로 자신의 첫 부인이 된 캐롤라인 래비니아 스콧(1832~1892)을 만났다. 캐롤라인은 그 타운에 있는 여성 대학 학장 존 스콧의 딸이었다. 1849년 존 스콧은 자신의 대학을 오하이오주 옥스퍼드로 옮겼다. 다음 해에 해리슨은 스콧 가족을 따라 옥스퍼드로 이주하여 거기서 마이애미 대학교를 1852년에 졸업하였다.

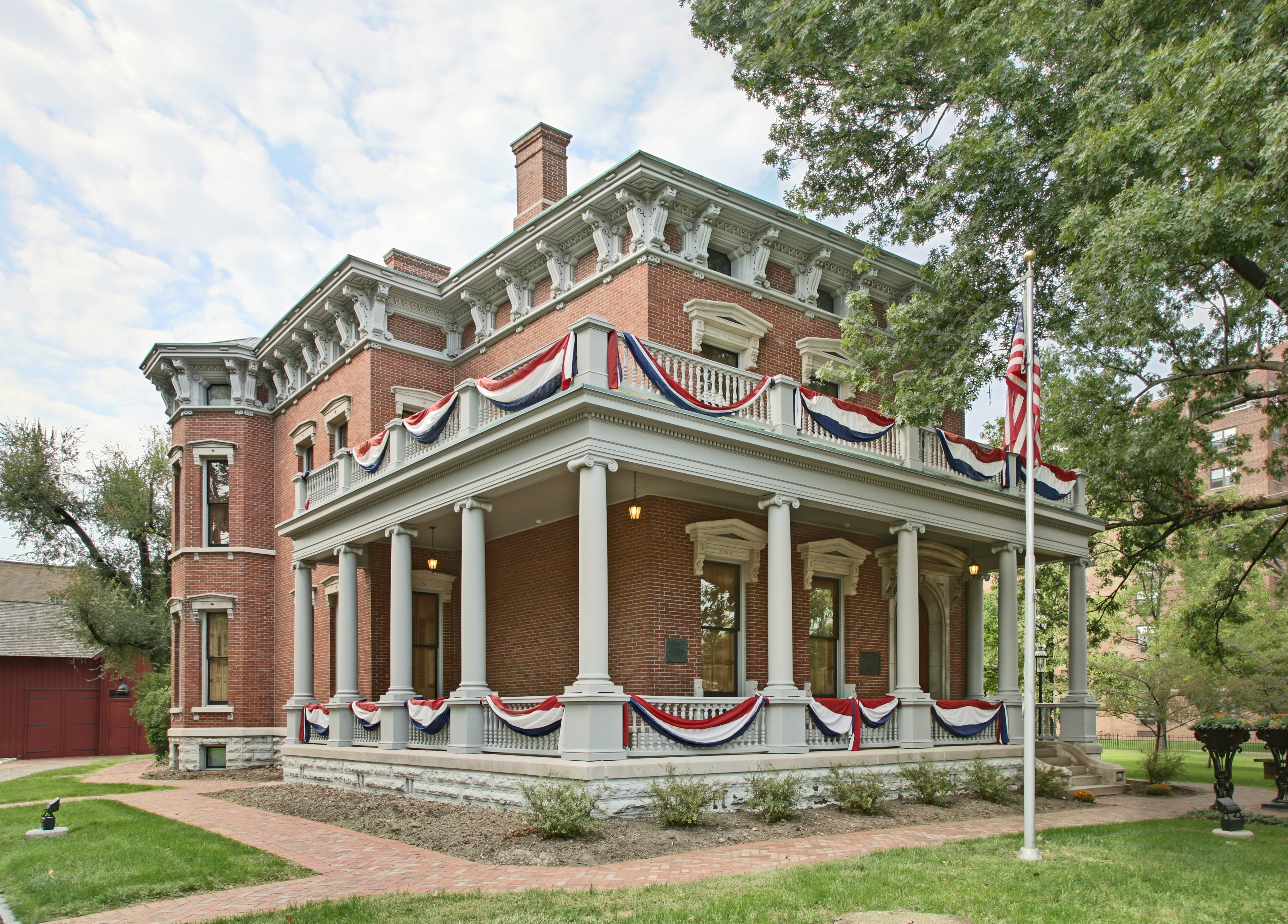
인디애나폴리스에 있는 해리슨의 자택

### 변호사 시절
신시내티 법률 사무소와 함께 법을 읽은 후에 해리슨은 1854년 법정에 수용되었다. 같은해 인디애나폴리스로 이주하였다. 해리슨은 자신이 좋은 연설자란 것을 발견했을 뿐만 아니라, 또한 자신의 입장을 이기기도 하였다. 변호사로 시작하면서 해리슨은 하루에 2달러 50센트를 벌면서 자신의 수입을 탄탄히 하였다.

## 정치적 활동

### 정치적 시작
휘그당 의원의 아들, 휘그당 대통령의 손자로서 해리슨은 많은 투표인들에게 정통한 이름을 가졌다. 1857년 인디애나폴리스의 도시 검사로 성공적으로 나가 이듬해 공화당 주립 중앙 위원회의 비서가 되었다. 1860년에는 주립 대법원의 선출된 서기관이 되었으며, 4년 후에 재선되었다.
깊은 신앙인으로 해리슨은 주일학교에서 가르쳤다. 1857년에는 장로교의 집사가 되었고, 1861년에 교회의 장로가 되었다.

### 육군 사령관
남북 전쟁이 일어나자 1862년 인디애나 주지사 올리버 P. 모턴은 해리슨에게 인디애나 의용병 70 연대를 보충하여 사령관이 되는 요청을 하였다. 그와 모턴 주지사가 주의사당 계단을 내려가면서 해리슨은 자신의 첫 군인 - 자신의 법률 파트너 윌리엄 월리스를 보충하였다.
대령으로서 해리슨은 자신의 연대를 많은 전투들에서 잘 훈련된 군단으로서 보였다. 위협없는 사령관으로서 해리슨은 준장으로 올라갔다.

### 국내적 정치
남북 전쟁이 끝난 후, 해리슨은 변호사로서 국내적 위신을 얻었다. 1876년 그는 인디애나 주지사 선거에 나갔으나 패하였다. 1879년에 러더퍼드 B. 헤이스 대통령은 해리슨을 미시시피강 위원회에 임명하여 1881년까지 그 직에 있었다. 1881년 1월에 미국 상원에 선출된 이유로 제임스 A. 가필드 대통령의 내각에서 장관직을 거절하였다.
상원 임기 동안에 해리슨은 공무원 개혁, 보호적 관세, 강한 해군과 철도의 규정을 지지하였다. 그는 그로버 클리블랜드 대통령의 노련자들의 연금 법안들에 거부권들을 비난하였다. 인디애나 주의 민주당 입법부는 하나의 투표 차이로 두 번째 임기를 위한 해리슨의 입찰을 꺾었다.

### 1888년 대통령 선거

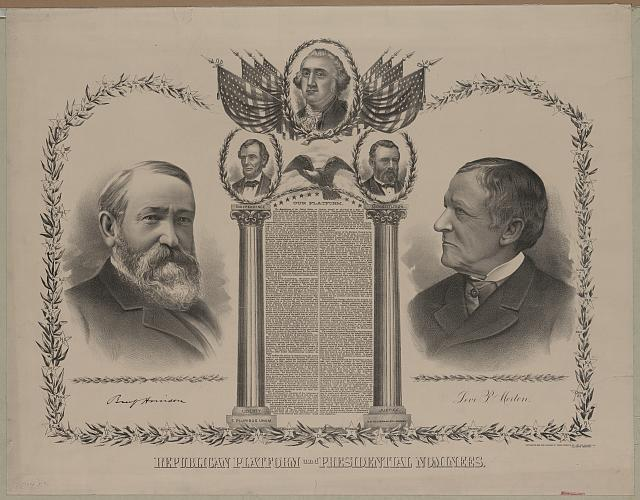
해리슨과 모턴의 1888년 선거 포스터

1884년 대통령 선거에서 클리블랜드에게 패한 제임스 G. 블레인은 1888년 선거에 나가는 것을 거부하였다. 공화당은 해리슨의 전쟁 기록, 노련가들과의 그의 인기, 공화당의 전망들을 표현하는 데 그의 능력과 그가 인디애나 주에서 살던 이유로서 해리슨을 대통령 후보로 지명하였다. 뉴욕의 은행원 리바이 P. 모턴이 부통령 후보로 지명되었다. 민주당원들은 클리블랜드를 재지명하고, 러닝메이트로 오하이오주 상원 앨런 G. 서먼을 지명하였다.
해리슨은 자택에서 선거 운동을 벌이면서 높은 관세들을 지지하였다. 클리블랜드는 낮은 관세들을 청하였으나 그것이 대통령의 존엄을 가치없게 하는 느낌이 들어 활동적으로 선거 운동을 벌이지 않았다.
선거에서 해리슨은 90,000개 이상의 인기있는 투표들에 의하여 클리블랜드를 추적하였다. 그러나 인디애나 주, 뉴욕 주와 다른 의심스러운 주들에서 해리슨은 선거인단들에 의하여 우승하였다.

## 대통령 재임

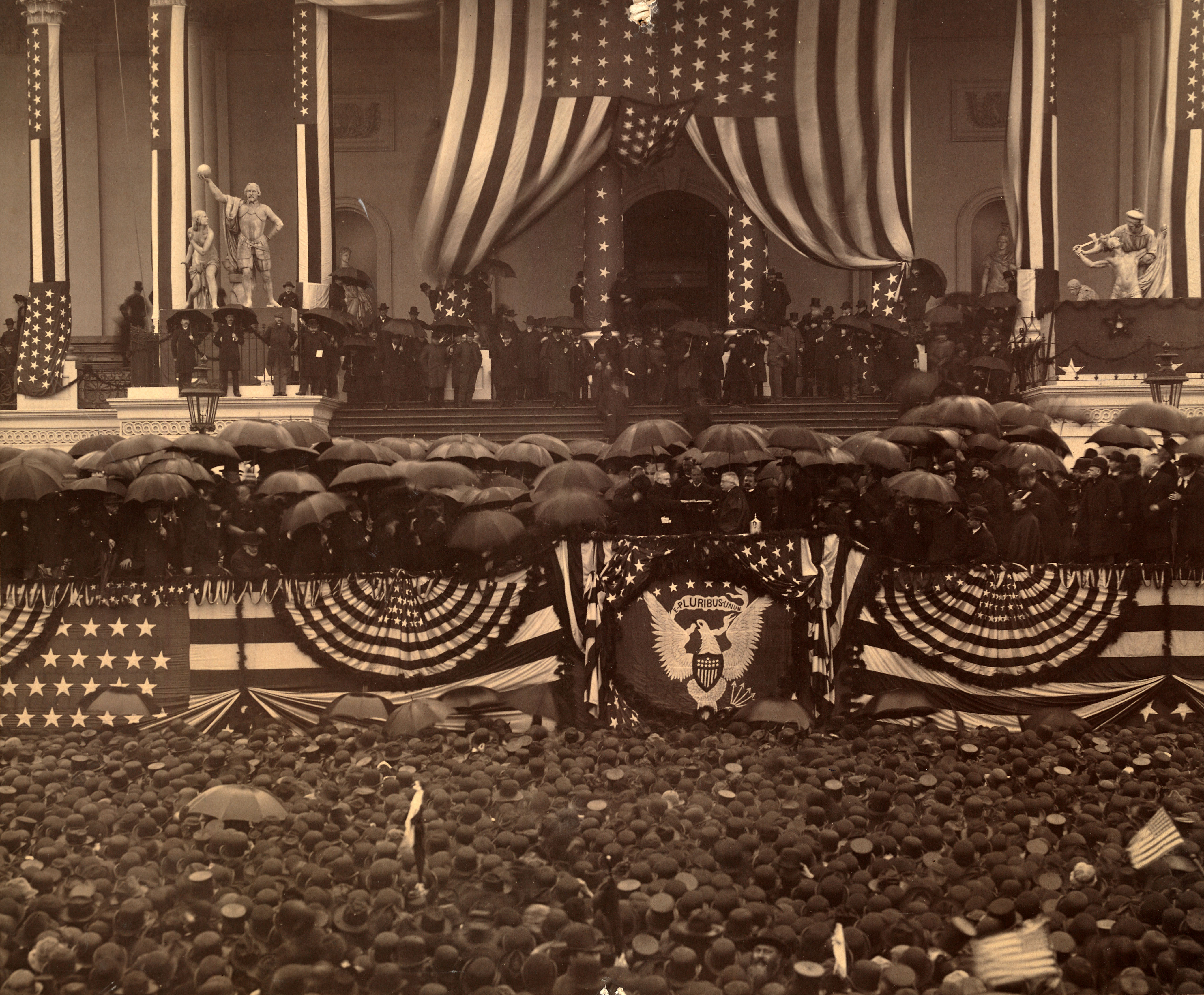
해리슨 대통령의 취임식

해리슨 대통령의 임기 첫 반기간 동안에 공화당은 상·하원의 다수를 차지하였다. 결과로서 해리슨 대통령은 자신의 입법 프로그램의 법규를 얻었다. 1890년에 열린 의회 선거에서 민주당이 하원을 통제하는 데 이겼으며, 하원에서 다수의 공화당은 6석으로 줄어들었다.

### 국내적 사정
선거 운동에서 해리슨은 더 많은 직업들을 보상하는 데 공무원법을 늘였다. 그는 분류적 직위들의 수를 27,000개에서 38,000개로 늘이면서 자신의 약속을 지켰다.
해리슨 행정부의 4개의 가장 중요한 법률들은 모두 1890년에 통과되었다.

#### 셔먼 반트러스트 법령
1880년대 후반의 빠른 공업화의 기간 동안에 많은 주식회사들은 시장 가격들을 조절하고 경쟁을 파괴하는 신임론을 형성하였다. 농부들과 작은 비지니스의 주인들은 이 신임론들로부터 정부의 보호를 요구하였다. 해리슨의 선거 운동 담보들 중의 하나인 셔먼 반트러스트 법령은 신임론들과 무역을 방해하는 다른 독점들을 금지하였다.

#### 셔먼 은구입 법령
셔먼 은구입 법령은 농부 투표자들의 다른 요청들을 만났다. 농작물 가격이 떨어지고 농부들은 지폐나 은전이나 아무 돈을 유통에 더 많이 넣는 데 정부에 요청하였다. 농부들은 이 법령은 농작물 가격들을 늘이고 농부들이 자신들의 빚을 갚는 데 더 쉽게 만들어질 것 같은 느낌이 늘었다. 은광산의 소유자들은 자연적으로 자신의 이득들을 상승하는 요청에 호의를 가졌다. 셔먼 은구입 법령은 동전으로 만들어질 수 있는 은의 양을 늘였다. 정부는 이 은을 구입하여 재무성의 지폐들과 함께 냈다. 대부분의 국민들이 자신들의 지폐를 금으로 태환한 이유로 재무부의 금 예축에 유출의 위협은 1893년 재정적 당황을 일으켰다.

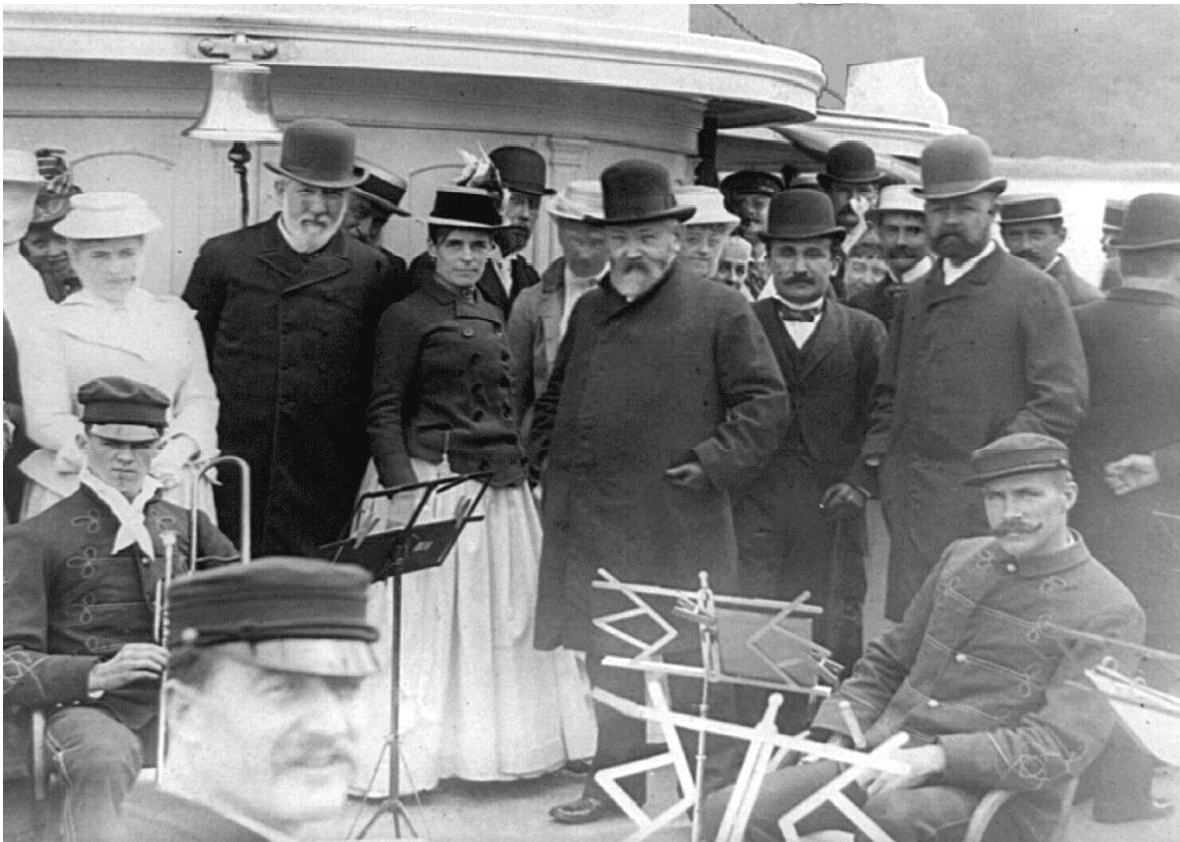
제임스 블레인 상원과 메인주의 해안을 방문한 해리슨

#### 매킨리 관세 법령
매킨리 관세 법령은 주로 미국의 산업들과 근로자들을 해외 경쟁으로부터 보호하기 위하여 설계되었다. 그 후원자들은 수입 농산품에 관세를 상승하면서 농부들에게 법률적으로 끌어들였다. 그러나 매킨리 관세 법령은 관세들을 고가 기록으로 세웠고 농부들은 비지니스의 이익으로서 그 법령을 주요하게 여겼다.

#### 종속적 연금 법령
종속적 연금 법령은 근육 운동을 하지 못하던 남북 전쟁 베테랑들을 포함하여 연금 자격들을 중개하였다. 연금은 1889년 8천 8백만 달러에서 1893년 1만 5천 9백만 달러로 치솟았다.

### 국제적 사정
해리슨은 양대양 해군을 건설하고 상선들을 확대시키는 프로그램을 발사하였다. 이 법령들은 둘다 해리슨과 블레인 국무 장관이 개발한 새롭고 정력적인 외교 정책을 구체화하는 도움을 주었다.

#### 라틴아메리카
1889년 첫 팬아메리칸 회의가 워싱턴 D. C.에서 열렸다. 사절단들은 나라들 사이에 협동을 진흥에 의하여 사절단들은 먼로 독트린의 의미를 확대시키기 시작하였다. 이 회의에서 팬아메리칸 연합이 창립되었다.

#### 무역
다른 국가들과 무역이 더욱 올라간 미국 관세들에 의하여 위협에 놓였다. 해리슨은 상호 무역 동의서들을 협상하기 시작하였다. 이것은 자유적인 경쟁 시장들을 원하던 제조업자들과 보호적 관세들에 호의를 보인 자들 사이에 타협을 시도하였다.

#### 하와이
1893년 초순에 릴리우오칼라니 여왕은 미국의 경작자들에 의하여 이끌어진 혁명에서 자신의 왕좌를 잃고 말았다. 새로운 하와이의 정부는 하와이를 영토로 만드는 데 미국 정부에 의문하였다. 해리슨은 전해 11월에 열린 선거에서 패하였으나, 자신의 임기가 끝나기 전에 상원에 병합 조약을 서둘렀다. 상원이 조약에 활동할 수 있기 전에 클리블랜드가 대통령에 재임하면서 조약을 빼버렸다. 그는 모든 사정이 미국에 불명예였다는 선언을 하였다.

#### 다른 개발
해리슨 행정부는 또한 옛날의 불화들의 몇몇을 처리하였다. 정부는 베링해에 사는 물개에 영국과 장기적 논쟁을 중재하였다. 1889년 사모아 제도 영유권에 불화는 있음직하였고, 섬들에 보호령을 설립하는 데 미국은 영국과 독일에 가입하였다.
1892년 미국의 중국·일본과 관계에서 심한 지점을 오래 남긴 동양 제외 법령을 의회가 통과시켰다.

### 재선의 실패
공화당은 1892년 해리슨을 다시 대통령 후보로 지명하였고, 러닝메이트로 전 프랑스 주재 공사이자 〈뉴욕 트리뷴 (New York Tribune)〉의 편집인 화이틀로 리드를 지명하였다. 민주당은 클리블랜드를 다시 대통령 후보로 지명하였고, 전 일리노이주 의원 애들라이 E. 스티븐슨을 부통령 후보로 지명하였다.
불만을 품은 농부들은 공화당으로부터 떨어지는 농작물 가격들에 대항하는 데 형성된 새로운 인기당으로 눈을 돌렸다. 화가 난 공장 근로자들은 공화당을 버리고. 피같은 홈스테드 파업과 다른 노동 논쟁들에서 연방적·주립적 정부들에 의한 적대적 방해를 고발하였다. 또한 매킨리 관세 법령에 대립은 클리블랜드의 5,555,426 대 5,182,690개의 투표로 해리슨이 패하는 데 도움을 주었다. 인기당 후보 제임스 B. 위버는 100만 투표 이상을 얻었다.
그해 10월 25일에는 캐롤라인 여사가 사망하였다.

## 이후의 세월

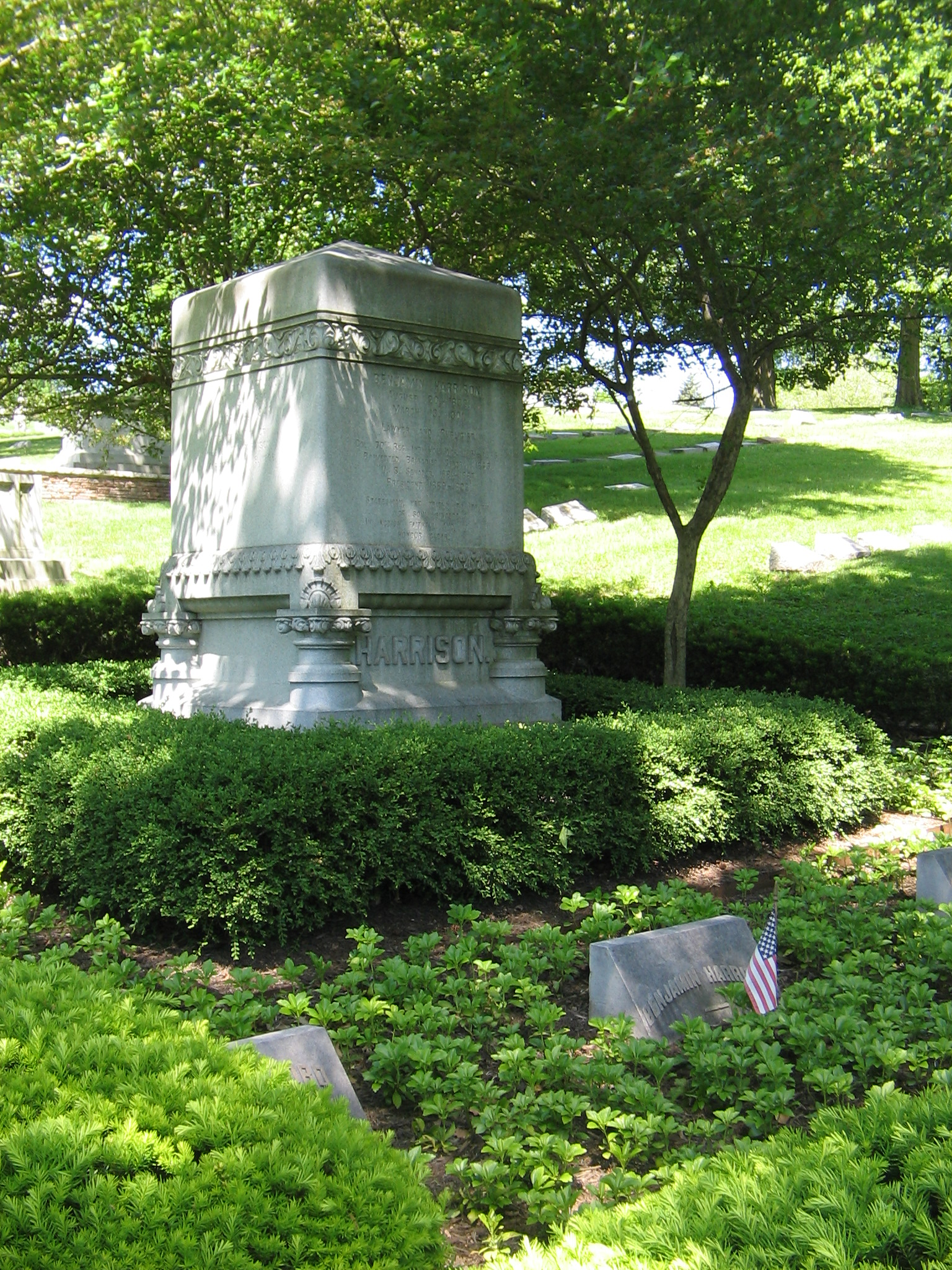
인디애나폴리스에 있는 벤저민 해리슨의 묘비

해리슨은 인디애나폴리스로 돌아와 자신의 변호사 실습에 복귀하였다. 1896년 그는 캐롤라인 여사를 간호한 메리 디미크(1858~1948)와 재혼하였다. 둘은 외동딸 엘리베스(1897~1955)를 두었다.
1899년 영국과 영국령 기아나 경계에 놓인 논쟁의 중재에 베네수엘라를 대표하였다. 그는 1901년 3월 13일 자택에서 향년 68세로 사망하여 인디애나폴리스에 안장되었다.
저서에 <우리들의 나라>가 있다.

## 같이 보기
- 미국의 대통령 목록

## 역대 선거 결과
| 선거명      | 직책명                    | 대수 | 정당   | 득표율  | 득표수 (선거인단)   | 결과 | 당락                     |
| ----------- | ------------------------- | ---- | ------ | ------- | ------------------- | ---- | ------------------------ |
| 1891년 선거 | 인디애나 주지사           | 17대 | 공화당 | 47.89%  | 208,080표           | 2위  | 낙선                     |
| 1880년 선거 | 상원의원 (인디애나 제1부) | 47대 | 공화당 | 100.00% | 1표                 | 1위  | 인디애나주 상원의원 당선 |
| 1886년 선거 | 상원의원 (인디애나 제1부) | 50대 | 공화당 | 0%      | 0표                 | 2위  | 낙선                     |
| 1888년 선거 | 미국의 대통령             | 23대 | 공화당 | 47.82%  | 5,443,892표 (233명) | 1위  |                          |
| 1892년 선거 | 미국의 대통령             | 24대 | 공화당 | 42.96%  | 5,179,244표 (145명) | 2위  | 낙선                     |